# Cernuella
Cernuella Schlüter, 1838 è un genere di molluschi gasteropodi polmonati terrestri della famiglia Geomitridae.

## Tassonomia
Il genere comprende le seguenti specie:
- Cernuella aginnica (Locard, 1882)
- Cernuella amanda (Rossmässler, 1838)
- Cernuella aradasii (Pirajno, 1842)
- Cernuella caruanae (Kobelt, 1888)
- Cernuella cisalpina (Rossmässler, 1837)
- Cernuella hydruntina (Kobelt, 1883)
- Cernuella jonica (Mousson, 1854)
- Cernuella lampedusae (Kobelt, 1890)
- Cernuella neglecta (Draparnaud, 1805)
- Cernuella rugosa (Lamarck, 1822)
- Cernuella selmaniana Brandt, 1959
- Cernuella tineana (Benoit, 1862)
- Cernuella virgata (Da Costa, 1778)
- Cernuella zilchi Brandt, 1959